# Teorema de Simson-Wallace
O teorema de Simson-Wallace recebe do matemático escocês e professor de matemática da Universidade de Glasgow Robert Simson (14 de outubro de 1687 - 1 de outubro de 1768) e do matemático, astrônomo e inventor do pantografo William Wallace (23 de setembro de 1768 -  28 de abril de 1843). Além do teorema, tanto Simson quanto Wallace tiveram grandes contribuições matemáticas como, por exemplo, uma demonstração para o depois ia ser conhecido como o teorema de Bolyai-Gerwien. O teorema explica quando o triângulo pedal de um ponto é degenerado.

## Enunciado do Teorema
Dado um triângulo {\displaystyle ABC} e um ponto {\displaystyle P} não situado sobre as retas suportes de seus lados, o triângulo pedal de {\displaystyle P} em relação a {\displaystyle ABC} é degenerado se, e somente se, {\displaystyle P} estiver sobre o círculo circunscrito a {\displaystyle ABC}.

## Demonstração
Suponha, sem perda de generalidade, que {\displaystyle P} é exterior ao triângulo {\displaystyle ABC} e está situado na região angular {\displaystyle A{\hat {B}}C}. Considere os pontos {\displaystyle M,N} e {\displaystyle O} os pés das perpendiculares baixadas de {\displaystyle P} com relação as retas suportes dos lados {\displaystyle BC,AC} e {\displaystyle AB} respectivamente. Suponha que, sem perda de generalidade que {\displaystyle M} e {\displaystyle N} estão nos segmentos {\displaystyle BC} e {\displaystyle AC} e que {\displaystyle O} está no prolongamento de {\displaystyle AB}. Como {\displaystyle P{\hat {O}}A=P{\hat {N}}A=90^{\circ }}, o quadrilátero {\displaystyle ANPO} é inscritível. De modo análogo, temos que {\displaystyle PNMC} também é inscritível. Então,
{\displaystyle A{\hat {P}}C-M{\hat {P}}O=M{\hat {P}}C-O{\hat {P}}C=M{\hat {N}}C-O{\hat {N}}A}.
Ou seja,
{\displaystyle A{\hat {P}}C=M{\hat {P}}O\Leftrightarrow M{\hat {N}}C=O{\hat {N}}A\Leftrightarrow M,N} e {\displaystyle O}são colineares.
Daí, calculando a soma dos ângulos internas de {\displaystyle BCPO}, temos {\displaystyle M{\hat {P}}O=180^{\circ }-A{\hat {B}}C}, de modo que
{\displaystyle A{\hat {P}}C=M{\hat {P}}O\Leftrightarrow M{\hat {P}}O+A{\hat {B}}C=180^{\circ }\Leftrightarrow ABCP} é inscritível. {\displaystyle _{\Box }}
A reta determinada por {\displaystyle M,N} e {\displaystyle O} recebe o nome de reta de Simson-Wallace relativa ao ponto {\displaystyle P}.